# 히다하기와라역
히다하기와라역(일본어: 飛騨萩原駅)은 일본 기후현 게로시에 있는 도카이 여객철도 다카야마 본선의 역이다. 단선 승강장과 섬식 승강장의 형태를 합친 복합 철도 역사이다.

## 타는 곳
| 1     | ■ 다카야마 본선 | 하행 | 다카야마 · 도야마 방면 |
| 2 · 3 | ■ 다카야마 본선 | 상행 | 게로 · 기후 방면       |

## 역 주변
- 게로 시청 하기와라 청사
- 기후 현 게로 종합청사
- 아사기리 스포츠공원
- 아사기리 써니리조트
- 국도 제41호선
- 국도 제257호선
- 구즈하치만 궁

## 인접 정차역
| 도카이 여객철도 다카야마 본선 | 도카이 여객철도 다카야마 본선 | 도카이 여객철도 다카야마 본선     |
| ----------------------------- | ----------------------------- | --------------------------------- |
| 게로 기후 방면                | ■ 보통                        | 히다오사카 다카야마·이노타니 방면 |
| 젠쇼지 기후 방면              | ■ 보통                        | 조로 다카야마 · 이노타니 방면     |